# Boisyvon
Boisyvon är en kommun i departementet Manche i regionen Normandie i norra Frankrike. Kommunen ligger i kantonen Saint-Pois som tillhör arrondissementet Avranches. År 2022 hade Boisyvon 100 invånare.

## Befolkningsutveckling
Antalet invånare i kommunen Boisyvon
| Referens: INSEE |